# Chocolate cosmos 〜恋の思い出、切ない恋心
『Chocolate cosmos 〜恋の思い出、切ない恋心』（チョコレート・コスモス 〜こいのおもいで、せつないこいごころ）は玉置浩二の通算12作目の映像作品。2021年8月18日に日本コロムビアから発売された。

## 解説
ライブ・ビデオとしては2015年の『GOLD TOUR 2014』より約6年振りとなる。
DVDとBlu-ray Discの二形態で発売が成され、二形態とも本作のライブ音源が収録されたライブ・アルバムCDが付属されており、ライブ・アルバムとしては2015年の『玉置浩二LIVE旭川市公会堂』以来。ライブ・アルバムはLPレコードのみ単品で発売された。
本作は、セルリアンタワー能楽堂にて行われたライブの様子を収録した内容で、2020年に発売された3作目のセルフカバー・アルバム『Chocolate cosmos』に収録された楽曲を中心としたセットリストとなっている。

## 収録曲

### DVD / Blu-ray Disc
1. オープニング
2. 終わらない夏
3. ママとカントリービール
4. 僕は泣いてる
5. 泣きたいよ
6. 消えない夜
7. むくのはね
8. 雨
9. 愛を伝えて
10. 君がいないから
11. 夢の都
12. Winter Leaf〜君はもういない
13. 田園
14. 特典映像

### CD
1. 終わらない夏
2. ママとカントリービール
3. 僕は泣いてる
4. 泣きたいよ
5. 消えない夜
6. むくのはね
7. 雨
8. 愛を伝えて
9. 君がいないから
10. 夢の都
11. Winter Leaf〜君はもういない
12. 田園

### LP
RECORD 1
A面
1. 終わらない夏
2. ママとカントリービール

B面
1. 僕は泣いてる
2. 泣きたいよ
3. 消えない夜

RECORD 2
A面
1. むくのはね
2. 雨
3. 愛を伝えて

B面
1. 君がいないから
2. 夢の都
3. Winter Leaf〜君はもういない
4. 田園